# 8171 Stauffenberg
8171 Stauffenberg este un asteroid din centura principală de asteroizi.

## Descriere
8171 Stauffenberg este un asteroid din centura principală de asteroizi. A fost descoperit pe 5 septembrie 1991 la Tautenburg de Freimut Börngen și Lutz Dieter Schmadel. Asteroidul prezintă o orbită caracterizată de o semiaxă mare de 3,07 ua, o excentricitate de 0,06 și o înclinație de 9,0° în raport cu ecliptica.